# Ванча Дойчева
Ванча Любомирова Дойчева е българска театрална и филмова актриса.

## Биография
Родена е на 23 април 1942 г. в София. Дъщеря е на писателя и журналист Любомир Дойчев, изследовател на делото и личността на Васил Левски. През 1965 г. завършва актьорско майсторство във ВИТИЗ „Кръстьо Сарафов“ в класа на проф. д-р Кръстьо Мирски, със „Сарафовска стипендия“ за отличен успех, но дебютът ѝ е още като студентка през 1963 г. на сцената на Народния театър в ролята на Евгени в „Хъшове“ от Иван Вазов.
Първата ѝ роля като щатна актриса на Народния театър е ролята на Ивайла Петринска в „Няма сто истини“ от Лозан Стрелков (1966). Играе и на сцената на Театър 199.
Специализира в Лондон и Париж (1971 г.).
Председател на Съюза на артистите в България в периода 1989 – 1990 година.
Член-учредител е на фондация „Васил Левски“ (1991 г.) и неин председател от 1998 до 2000 година.
Зам.-председател на общобългарския комитет „Васил Левски“ (2000 г.).
Умира от сърдечни проблеми на 24 юли 2017 г. Опелото се състои в Народния театър на 26 юли.

## Личен живот
Съпруга е на проф. Димитър Шойлев – лекар, ортопед и травматолог. Семейството има една дъщеря.

## Памет
На Ванча Дойчева е наречена улица в квартал „Студентски град“ в София (Карта).

## Театрални роли
Репертоарът ѝ включва около 100 роли, от които най-значителни са:
- Ивайла Петринска в „Няма сто истини“ от Лозан Стрелков
- Рада Госпожина и Марийка в „Под игото“ от Иван Вазов
- Цонка в „Казаларската царица“ от Иван Вазов
- Амалия и г-жа Трифкович в „Двубой“ от Иван Вазов
- Регана в „Крал Лир“ от Уилям Шекспир
- Гертруда в „Хамлет“ от Уилям Шекспир
- Дездемона в „Отело“ от Уилям Шекспир
- Грушенка в „Братя Карамазови“ от Фьодор Достоевски
- Серафима в „Бяг“ от Михаил Булгаков
- Адела в „Домът на Бернарда Алба“ от Федерико Гарсия Лорка
- Инес в „Почивка в Арко Ирис“ от Димитър Димов
- Елена в „Деца на слънцето“ от Максим Горки
- Лизистрата в „Лизистрата“ от Аристофан
- Наташа в „Унижените и оскърбените“ от Фьодор Достоевски
- Елена в „Чудаци“ от Максим Горки
- Наталия Дмитриевна в „От ума си тегли“ от Александър Грибоедов
- Доротея в Нож в сърцето от Тенеси Уилямс
- Елена в „Троянки“ от Еврипид
- Мадам в „Спомен за една революция“ по Георг Бюхнер-Хайнер Мюлер
- Роуз Григс в „Есенна градина“ от Лилиан Хелман
- Мег Фоулън в „Бившата мис на малкия град“ от Мартин Макдона
- Мариана в „Мяра за мяра“ от Уилям Шекспир
- Савина в „Елегия“ от Павел Павловски
- Дуса в „Иван Кондарев“ по Емилиян Станев
- Вена в „Големанов“ от Ст. Л. Костов
- Милица в „Сборен пункт“ от Душан Ковачевич
- Екатерина Игнатиева в „Дипломати“ от Надежда Драгова и Първан Стефанов
- Бисерка в „Монахът и неговите синове“ от Милко Милков
- Наталия Каравелова в „Тайната вечеря на дякона Левски“ от Стефан Цанев
- Юлиана Тесман в „Хеда Габлер“ от Хенрик Ибсен
- Анжелик в „Мнимият болен“ от Молиер
- Феята, Светлината, Съседката Берлинго в „Синята птица“ от Морис Метерлинк
- Мадам дьо Монтрьой в „Маркиза дьо Сад“ от Юкио Мишима
- дамата Ниджо Чин в „Страхотни момичета“ от Керил Чърчил
- Мег Фоулън в „Бившата мис на малкия град“ от Мартин Макдона
- Ана Симеоновна в Месец на село от Иван Тургенев
- вещица в „Макбет“ от Уилям Шекспир
- Еленка в „Почивен ден“ от Камен Донев
- Лесли Пери в „Ах, този джаз!“
- Венета в „Бетовен 21“ от Константин Илиев

## Телевизионен театър
- „Пълнолуние“ (1985) (Юлиус Удпис)
- „Среща в Рим“ (1982) (Камен Зидаров)
- „Константин и Фружин“ (1982) (Радко Радков)
- „Крокодил“ (1981) (Сергей Михалков)
- „Комендантът на Берлин“ (1980) (Вадим Собко)
- „Дона Росита“ (Федерико Гарсия Лорка) – дона Росита
- „Женитба“ (1977) (Николай Гогол)
- „Чуждата жена и мъжът под кревата“ (сц. Асен Траянов по едноименния разказ на Фьодор Достоевски, реж. Мирослав Стоянов)
- „Змейова сватба“ (1973) (Петко Тодоров)
- „Луди пари“ (1973) (Николай Островски)
- „Дипломат“ (1971) (Самуел Альошин)
- „Битката за Преслав“ (1971) (Радко Радков)
- „Сид“ (1971) (Пиер Корней)
- „Театралният директор“ (1967), мюзикъл

## Филмография
| Година      | Филми и Сериали                                  | Серии | Копродукции        | Роля |
| ----------- | ------------------------------------------------ | ----- | ------------------ | --- |
| 2004        | Ганьо Балкански се завърна от Европа (тв сериал) | 4     |                    | г-жа Диамандиева (в 2 серии: I и II)                                                                            |
| 1996        | Закъсняло пълнолуние                             |       | България · Унгария | медицинската сетра от старческия дом                                                                            |
| 1985        | Звън на кристал                                  |       |                    | Добрева |
| 1975        | Мечтател                                         |       |                    | Маруся |
| 1975        | До татко на фронта                               |       |                    | учителката Дикова                                                                                               |
| ?           | На котва                                         |       |                    | |
| 1969 – 1971 | На всеки километър                               | 26    |                    | (в 6-а, 7-а, 12-а и 13 та серии – 1969)                                                                         |
| 1969        | Цар Иван Шишман                                  |       |                    | Княгиня Мария Десислава, дъщеря на цар Иван Александър и Теодора, сестра на Иван Шишман и съпруга на емир Мурад |
| 1966        | В новия квартал                                  |       |                    | |
| 1965        | Грамофон и маслини за моите приятели             |       |                    | Орда |
| 1964        | Конникът                                         |       |                    | |

Има множество роли в Радиотеатъра на Българското радио, записвала е и приказки в „Балкантон“. Като най-открояваща е поредицата „Приказки на Шехеразада“ през 80-те години, издадени на 12 грамофонни плочи и аудиокасети.